# Eukratideia
Eukratideia war eine Stadt im antiken Baktrien (im heutigen Norden von Afghanistan; Hindukusch). Sie wird von einigen wenigen antiken Autoren erwähnt und war vielleicht eine Gründung von Eukratides I. (etwa 171 bis 145 v. Chr.), wobei Stadtumbenennungen in der Antike häufig waren, so dass eine schon bestehende Stadt vielleicht auch nur von Eukratides I. umbenannt wurde. Es war bisher nicht möglich, den Ort mit Sicherheit zu lokalisieren, wobei die Ruinenstätte Ai Khanoum vorgeschlagen wurde. Auch Dilbarjin wurde mit dieser Stadt identifiziert.

## Antike Quellen
- Claudius Ptolemäus, 7, 1, 7
- Strabon 11, 11